# Lista de treinadores do Avaí Futebol Clube

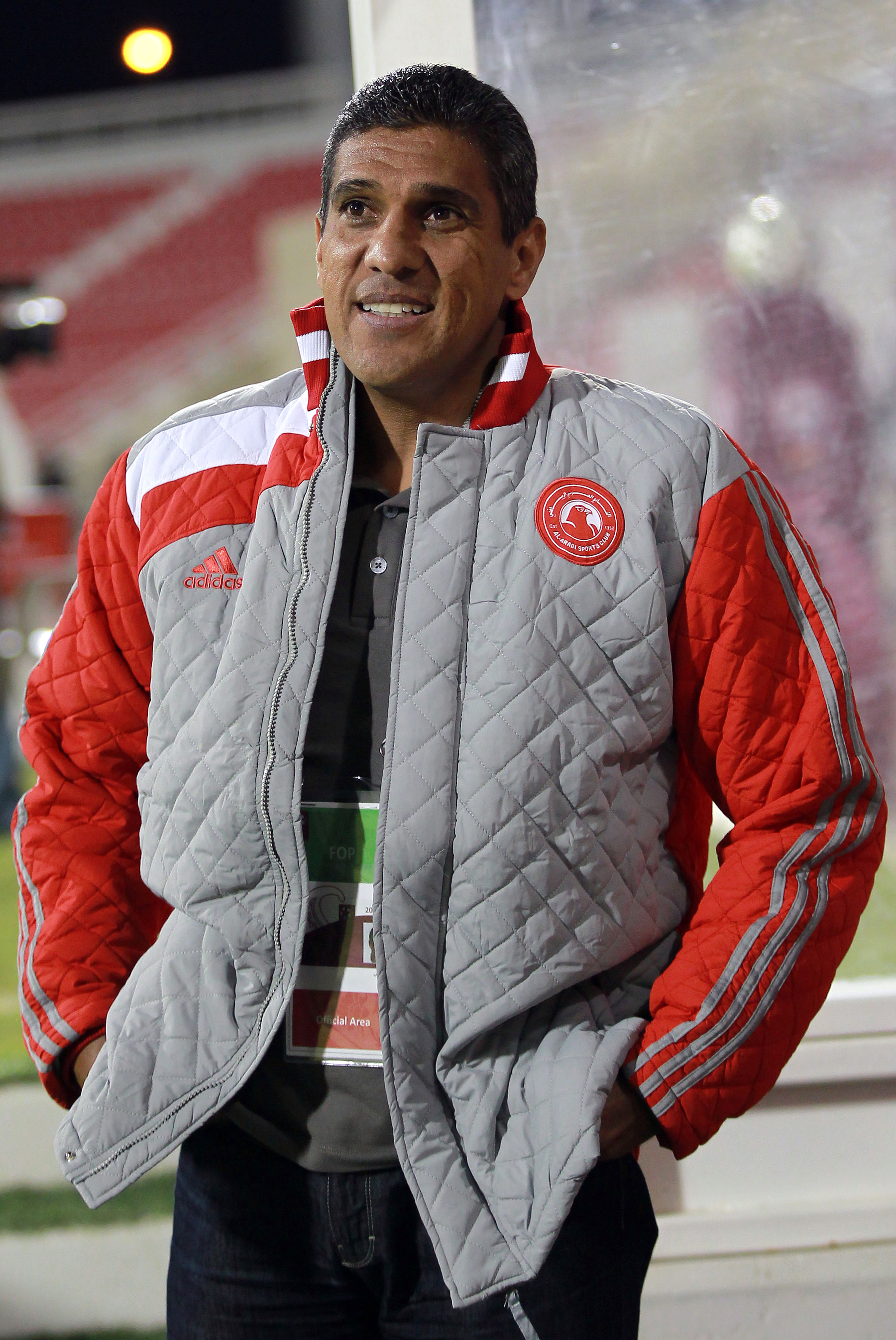
Silas, o treinador mais vitorioso da história do.

Este artigo contém uma lista em ordem cronológica, provavelmente incompleta, de treinadores do Avaí Futebol Clube.

## Ordem cronológica
Legenda:
     Treinador efetivo
     Treinador interino
 Ascensão
 Rebaixamento
| Treinador                        | Período                 | Principais feitos |
| -------------------------------- | ----------------------- | --- |
| Carlos Pires                     | 1924                    | Campeão do Campeonato Catarinense de 1924, Campeão do Campeonato Citadino de 1924 |
| Massimo Martinelli               | 1925                    | Campeão do Torneio Início de 1925 |
| 1926 – 1942: Dados indisponíveis |                         | |
| Felix Magno                      | 1943 – 1944             | |
| 1945 – 1959: Dados indisponíveis |                         | |
| Nizeta                           | 1960 – 1961             | Campeão do Torneio Início e do Campeonato Citadino em 1960, Campeão da Taça Zé Macaco e invicto do Torneio Walter Lange em 1961 |
| José Amorim                      | 1962 – 1966             | Campeão do Torneio Início e do Campeonato Citadino em 1963 |
| Saul Oliveira                    | 1966                    | |
| José Amorim                      | 1967 – 1969             | |
| Dirceu                           | 1969                    | |
| Saul Oliveira                    | 1969                    | |
| José Amorim                      | 1969                    | |
| Carlos Alberto Jardim            | 1970                    | |
| José Amorim                      | 1971                    | |
| Nelinho                          | 1971                    | |
| José Ferreira                    | 1972                    | |
| Válter Miraglia                  | 1972 – 1973             | |
| Jorge Ferreira                   | 1973 – 1974             | Campeão do Campeonato Catarinense de 1973 |
| José Ferreira                    | 1974 – 1975             | |
| Áureo Malinverni                 | 1975 – 1976             | Campeão do Campeonato Catarinense de 1975 |
| Joel Castro                      | 1976 – 1977             | |
| Emílson Peçanha                  | 1977                    | |
| Dacica                           | 1978                    | |
| Tião                             | 1978                    | |
| Dacica                           | 1978                    | |
| Áureo Malinverni                 | 1978                    | |
| Adão Goulart                     | 1978                    | |
| Natanael Ferreira                | 1979                    | |
| Luiz Alberto                     | 1979                    | |
| Acácio de Souza                  | 1979                    | |
| Áureo Malinverni                 | 1979                    | |
| Miro Andrade                     | 1979                    | |
| Dacica                           | 1979                    | |
| Áureo Malinverni                 | 1980                    | |
| Sérgio Lopes                     | 1981                    | |
| Caldeira                         | 1981                    | |
| Áureo Malinverni                 | 1981                    | |
| Paulo Leão                       | 1982                    | |
| Cláudio Wagner                   | 1982                    | |
| Félix                            | 1982                    | |
| Ladinho                          | 1982 – 1983             | |
| Emílson Peçanha                  | 1984                    | |
| Sérgio Moacir                    | 1984                    | |
| Dacica                           | 1984                    | |
| Zé Carlos                        | 1985                    | |
| Lauro Búrigo                     | 1985 – 1986             | |
| Vicente                          | 1986                    | |
| Vacaria                          | 1987                    | |
| Zanata                           | 1987                    | |
| Áureo Malinverni                 | 1987                    | |
| Rui Guimarães                    | 1987 – 1988             | |
| Sérgio Lopes                     | 1988                    | Campeão do Campeonato Catarinense de 1988 |
| Lico                             | 1989                    | |
| Djalma Cavalcanti                | 1989                    | |
| Lico                             | 1989                    | |
| Hélio dos Anjos                  | 1989 – 1990             | |
| Gil Alves                        | 1990                    | |
| Sérgio Lopes                     | 1990                    | |
| Ademir Mello                     | 1990                    | |
| Ladinho                          | 1990 – 1991             | |
| Luiz Paulo                       | 1991                    | |
| Sérgio Lopes                     | 1991                    | |
| Luiz Carlos Cruz                 | 1992                    | |
| Sérgio Lopes                     | 1992                    | |
| Balduíno                         | 1993                    | |
| Lauro Búrigo                     | 1993                    | |
| Adilson Fernandes                | 1993                    | |
| Nasareno Silva                   | 1993                    | |
| Joceli dos Santos                | 1994                    | |
| Lauro Búrigo                     | 1994 – 1995             | |
| Rui Guimarães                    | 1995 – 1996             | |
| Joubert Pereira                  | 1996                    | |
| Joceli dos Santos                | 1996                    | |
| Raffaele Graniti                 | 1997                    | |
| Emílson Peçanha                  | 1997                    | |
| Milioli                          | 1997                    | Campeão do Campeonato Catarinense de 1997 |
| Abel Ribeiro                     | 1997                    | |
| Reinaldo Salomão                 | 1998                    | |
| Raffaele Graniti                 | 1998                    | |
| Evandro Guimarães                | 1998                    | |
| Roberto Cavalo                   | 1998 – 1999             | Campeão do Campeonato Brasileiro de 1998 - Série C e promovido à Série B de 1999 |
| Milioli                          | 1999                    | |
| Cuca                             | 1999                    | |
| Cuca                             | 2000                    | |
| Roberto Cavalo                   | 2000 – 2001             | |
| Humberto Ramos                   | 2001                    | |
| Roberto Cavalo                   | 2001                    | |
| Flamarion Nunes                  | 2002                    | |
| Adílson Batista                  | 2002 – 2003             | |
| Lula Pereira                     | 2003                    | |
| Jair Pereira                     | 2003                    | |
| Abel Ribeiro                     | 2003 – 2004             | |
| Marcos Paquetá                   | 2004                    | |
| Roberto Cavalo                   | 2004                    | 3º colocado no Campeonato Brasileiro de 2004 - Série B e eleito pela FBA como melhor técnico da competição |
| José Galli Neto                  | 2005                    | |
| Belmonte                         | 2005                    | |
| Márcio Araújo                    | 2005                    | |
| Nedo Xavier                      | 2005                    | |
| Casemiro Mior                    | 2005 – 2006             | |
| Vágner Benazzi                   | 2006                    | Campeão do Torneio classificatório à Copa do Brasil de 2007 |
| Dorival Júnior                   | 2006                    | |
| Edson Gaúcho                     | 2006                    | |
| Josué Teixeira                   | 2007                    | |
| Sérgio Ramirez                   | 2007                    | |
| Zé Teodoro                       | 2007                    | |
| Alfredo Sampaio                  | 2007                    | |
| Sérgio Ramirez                   | 2008                    | |
| Silas                            | 2008 – 2009             | 3º colocado no Campeonato Brasileiro de 2008 - Série B e promovido à Série A de 2009 Campeão do Campeonato Catarinense de 2009 6º colocado no Campeonato Brasileiro de 2009 - Série A e classificado à Copa Sul-Americana de 2010 (a melhor colocação de um time catarinense na competição até então) |
| Péricles Chamusca                | 2010                    | Campeão do Campeonato Catarinense de 2010 |
| Antônio Lopes                    | 2010                    | |
| Édson Neguinho                   | 2010                    | |
| Vágner Benazzi                   | 2010 – 2011             | |
| Silas                            | 2011                    | Semifinalista da Copa do Brasil de 2011 (a melhor campanha do Avaí na competição até então) |
| Alexandre Gallo                  | 2011                    | |
| Toninho Cecílio                  | 2011                    | |
| Édson Neguinho                   | 2011                    | 20º colocado no Campeonato Brasileiro de 2011 - Série A e rebaixado à Série B de 2012 |
| Mauro Ovelha                     | 2012                    | |
| Hemerson Maria                   | 2012                    | |
| Hemerson Maria                   | 2012                    | Campeão do Campeonato Catarinense de 2012 |
| Argel Fucks                      | 2012                    | |
| Sérgio Soares                    | 2013                    | |
| Ricardinho                       | 2013                    | |
| Hemerson Maria                   | 2013                    | |
| Emerson Nunes                    | 2014                    | |
| Raul Cabral                      | 16/02/2014              | |
| Paulo Turra                      | 2014                    | |
| Pingo                            | 2014                    | |
| Raul Cabral                      | 2014                    | |
| Geninho                          | 2014 – 2015             | 4º colocado no Campeonato Brasileiro de 2014 - Série B e promovido à Série A de 2015 |
| Raul Cabral                      | 2015                    | |
| Gilson Kleina                    | 2015                    | |
| Raul Cabral                      | 2015 – 2016             | 17º colocado no Campeonato Brasileiro de 2015 - Série A e rebaixado à Série B de 2016 |
| Silas                            | 2016                    | |
| Evando Camillato                 | 23/08/2016              | |
| Claudinei Oliveira               | 2016 – 2018             | |
| Geninho                          | 2018 – 2019             | 3º colocado no Campeonato Brasileiro de 2018 - Série B e promovido à Série A de 2019 Campeão do Campeonato Catarinense de 2019 |
| Alberto Valentim                 | 2019                    | |
| Evando                           | 2019                    | 20° colocado no Brasileiro de 2019 - Série A e rebaixado à Série B de 2020 |
| Augusto Inácio                   | 2020                    | |
| Evando                           | 2020                    | |
| Rodrigo Santana                  | 2020                    | |
| Geninho                          | 2020                    | |
| Claudinei Oliveira               | 2020 – 2022             | 4º colocado no Campeonato Brasileiro de 2021 - Série B e promovido à Série A de 2022 Campeão do Campeonato Catarinense de 2021 |
| Fabrício Bento                   | 2022                    | |
| Eduardo Barroca                  | 2022                    | |
| Lisca                            | 2022                    | |
| Fabrício Bento                   | 2022                    | 19° colocado no Brasileiro de 2022 - Série A e rebaixado à Série B de 2023 |
| Alex                             | 2022 – 2023             | |
| Marquinhos                       | 2023                    | |
| Gustavo Morínigo                 | 2023                    | |
| Eduardo Barroca                  | 2023 – 2024             | |
| Marquinhos                       | 2024                    | |
| Gilmar Dal Pozzo                 | 06/05/2024 – 05/08/2024 | |
| Enderson Moreira                 | 06/08/2024 – 25/03/2025 | Campeão do Campeonato Catarinense de 2025 |
| Jair Ventura                     | 28/03/2025 –            | |